# Anna Kristensen
Pour les articles homonymes, voir Kristensen.
Anna Kristensen, née le 25 octobre 2000 à Skanderborg, est une handballeuse internationale danoise qui évolue au poste de gardienne de but.
Avec l'équipe du Danemark, elle est notamment sacrée vice-championne d'Europe en 2024, tournoi où elle est également élue meilleure joueuse et meilleure gardienne. 

## Palmarès

### En équipe nationale
championnats du monde
- médaille de bronze au championnat du monde 2021
- médaille de bronze au championnat du monde 2023

championnats d'Europe
- finaliste du championnat d'Europe 2022
- finaliste du championnat d'Europe 2024

### En club
Compétitions internationales
- Ligue des champions (C1)
  - Troisième (1) : 2024
  - Quatrième (1) : 2023

Compétitions nationales
- Championnat du Danemark
  - Vainqueur (2) : 2023, 2024
  - Finaliste (1) : 2021
- Coupe du Danemark
  - Vainqueur (2) : 2023, 2024

### Récompenses individuelles
- élue meilleure joueuse et meilleure gardienne au championnat d'Europe 2024
- élue meilleure gardienne du championnat du Danemark en 2020, 2021